# 영라면
영라면은 청보식품에서 판매했던 라면이었다. 1985년 3월 기준으로 당시 가격은 100원이었으며 광고의 주역은 이주일이 맡았다고 한다. 그러나 1987년 청보식품의 해체로 현재는 판매가 중단된 상태다.